# Carcinoplax specularis
Carcinoplax specularis is een krabbensoort uit de familie van de Goneplacidae. De wetenschappelijke naam van de soort is voor het eerst geldig gepubliceerd in 1914 door Rathbun.